# Суви камени врт
Суви камени врт (枯山水, каресансуи, „суви пејзаж“) је најзначајнији јапански вртни стил карактеристичан за Камакура епоху (鎌倉時代, Камакура дзидаи, 1185–1333) под утицајем зен будизма и може се наћи у зен храмовима за медитацију. Први зен врт у Јапану подигао је кинески свештеник 1251. у Камакури, а постали су популарни захваљујући будистичком свештенику Мусо Сосекију (夢窓疎石, 1275-1351) који их је градио у пет главних манастира у Кјоту. 

## Дизајн
За разлику од осталих традиционалних вртова у каресансуи врту нема воде. Изграбуљани шљунак или бели песак представљају водену површину. Стене које се пажљиво распоређују треба да имају уметничке облике, а маховина и минијатурни жбунови допуњавају уређење каресансуи вртова. Камен и маховина служе да представе острва и планине на апстрактан начин. Сврха им је да олакшају медитацију, а сагледају се док се седи под тремом резиденције старешине манастира (хођо). Поред најпознатијег врта у храму Рјоан-ђи, чувен је и Даисен-ен подигнут 1513. године.

## Врт Рјоан-ђи
Један од најлепших примера, и један од најпознатијих јапанских вртова уопште, је Рјоан-ђи у Кјоту. Врт је највероватније подигао Хосокава Кацумото (細川 勝元, 1430-1473) заједно са првим храмом Рјоан-ђи између 1450. и 1473. године. Широк је свега 9 m, а дужина му је 24 m. Начињен је од белог песка, пажљиво пограбуљаног да подсећа на воду, и 15 стена које представљају мала острва. 
Било је много расправа о томе шта би стене требало да представљају, али, историчар вртова Gunter Nitschke мисли да врт Рјоан-ђи нема никаву симболику и да нема вредност у смислу представљања природне лепоте која се може наћи у свету, стварном или митском. Он сматра да се ради о апстрактној представи "природних" објеката у простору, чија композиција има функцију да подстакне медијацију.